# دانيال بيكولي
دانيال بيكولي (بالفرنسية: Daniel Picouly) ولد في 21 أكتوبر 1948 ب فيلوموبيل، وهو مذيع وكاتب وكاتب سيناريو قصص مصورة فرنسي. حصل على جائزة رينودو الأدبية عام 1999.

## روابط خارجية
- دانيال بيكولي على موقع IMDb (الإنجليزية)
- دانيال بيكولي على موقع قاعدة بيانات الفيلم (الإنجليزية)